# 双江条鳅
双江条鳅（学名：Nemacheilus shuangjiangensis）为辐鳍鱼纲鲤形目條鳅科条鳅属的其中一种。在中国，分布于澜沧江的支流等。该物种的模式产地在双江县的小黑江。

## 扩展阅读
維基物種上的相關：双江条鳅